# ميتلشتاند

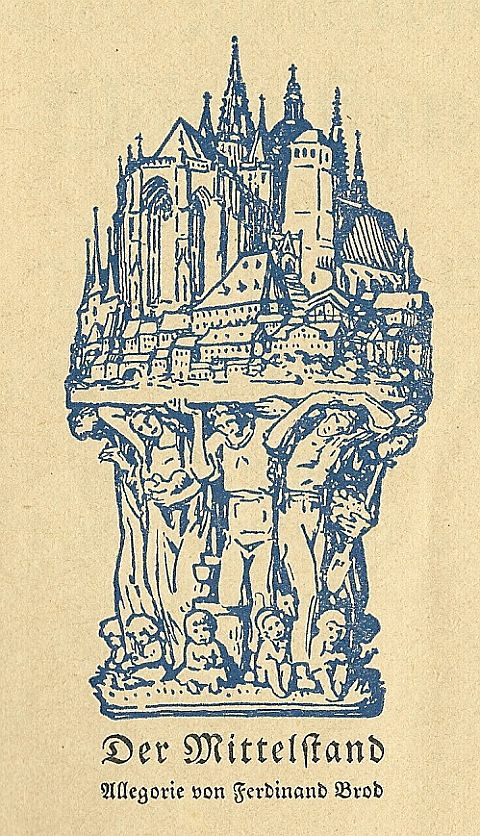
ميتشيشتاند

يشير Mittelstand ميتلشتاند بشكل عام إلى الشركات الصغيرة والمتوسطة في البلدان الناطقة بالألمانية، خاصة في ألمانيا والنمسا وسويسرا، ولكن بريطانيا لديها أيضًا "Brittelstand".   من الصعب ترجمة مصطلح ميتشيشتاند ويتسبب في الكثير من الارتباك. تُعرّف غالبية التعاريف ميتشيشتاند على أنها فئة إحصائية وتقترح بشكل عام أن شركات ميتشيشتاند هي شركات صغيرة ومتوسطة الحجم (SMEs، الألمانية، kleine und mittlere Unternehmen أو KMU) بإيرادات سنوية تصل إلى 50 مليون يورو وحد أقصى 499 الموظفين. 
لم يتم تعريف المصطلح رسميًا أو شرح ذاتي، وبالتالي، في المصطلحات اللغوية الإنجليزية، الشركات الصغيرة والمتوسطة ليست بالضرورة مكافئة لميتشيشتاند. في الواقع، تدعي الشركات الأكبر حجمًا، والتي غالبًا ما تمتلكها العائلة، أنها جزء من ميتشيشتاند، مثل روبورت بوش  بناءً على الدلالات الإيجابية لميتشيشتاند. ينطبق مصطلح ميتشيشتاند بشكل أساسي على الشركات متوسطة الحجم على عكس الشركات المدرجة الأكبر والأهم من ذلك، تتميز شركات ميتشيشتاند بمجموعة مشتركة من القيم وممارسات الإدارة.
حذر لودفيج إرهارد، وزير الاقتصاد الذي صاغ المعجزة الاقتصادية لألمانيا بعد الحرب (الغربية) (الألمانية: Wirtschaftswunder) من تقليل ميتشيشتاند إلى مجرد تعريف كمي، لكنه بدلاً من ذلك أكد على خصائص أكثر نوعية تجسد ميتشيشتاند الألمانية، كما هي «... أكثر بكثير من روح ووسيلة أساسية لكيفية تصرف وتصرف الفرد في المجتمع.» 
ما يميز ميتشيشتاند هو مجموعة أكبر من القيم وتعريفات أكثر مرونة. يحدد مؤرخو الأعمال   السمات المختلفة المرتبطة بشركات ميتشيشتاند، مثل:
- ملكية الأسرة أو ثقافة الشركات الشبيهة بالأسرة
- استمرارية الأجيال
- التركيز على المدى الطويل
- استقلال
- رشاقة
- الارتباط العاطفي
- الاستثمار في القوى العاملة
- المرونة
- التسلسلات الهرمية العجاف
- الابتكار
- التركيز على العملاء
- مسؤولية اجتماعية
- علاقات إقليمية قوية

يسلط منشور عن شركات ميتشيشتاند من تأليف Venohr وFear and Witt (2015) الضوء على أن «هذه الشركات تُدار في الغالب من قبل» عائلات أصحاب الأعمال الكلاسيكية «(Unternehmerfamilien) التي تسعى إلى الحفاظ على الأعمال من خلال إرساء أيديولوجية أساسية لطول العمر والمحافظة على التمويل على المدى الطويل، وممارسات التشغيل».  

## نموذج إدارة «صنع في ألمانيا»
تم تعريف نموذج ميتشيشتاند بشكل أكثر تحديدًا في منشور عام 2015 "The Best of German Mittelstand"،  الذي يلخص نموذج الإدارة المتميز الذي «ينسق الاستراتيجية والقيادة ومبادئ الحوكمة، مع العمليات الأساسية في مزيج فريد، مما يخلق ضبطًا دقيقًا معالجة.» 
1. الإستراتيجية: الهيمنة العالمية المتخصصة
2. الحكم: الرأسمالية الأسرية «المستنيرة»
3. أداء عالمي المستوى في العمليات الأساسية
4. المزايا الموضعية: بيئة الأعمال الاقتصادية الجزئية الألمانية

## القطاعات الرئيسية في ميتشيشتاند
تتركز ميتشيشتاند في ألمانيا بشكل كبير في:
- الالات
- قطع غيار السيارات
- مواد كيميائية
- معدات كهربائية [14]

## روابط خارجية
- فينور، بيرند وماير، كلاوس إي. (2007): المعجزة الألمانية تستمر في الجري: كيف يبقى أبطال ألمانيا المختبئون في الاقتصاد العالمي ، ورقة العمل 30، FHW برلين. [(PDF ، 363 كيلوبايت)
- Jörg Meyer-Stamer ، Frank Wältring: البيئة المؤسسية تدعم الشركات الصغيرة والمتوسطة في ألمانيا
- Witt ، A. & Carr ، C. 2014. «أسرار النجاح المشتركة: التعلم من أفضل Mittelstand وأبطال المِشْكاة البريطانية العالمية».